# کویسی ات جنی
کویسی ات جنی (به فرانسوی: Cuissy-et-Geny) یک کمون (فرانسه) در فرانسه است که در ان (ا-دو-فرانس) واقع شده‌است. کویسی ات جنی ۴٫۹۷ کیلومتر مربع مساحت دارد ۱۱۵ متر بالاتر از سطح دریا واقع شده‌است.